# Abbing
Abbing is een oorspronkelijk uit Westfalen afkomstig geslacht waarvan leden sinds 1624 zich in Nederland vestigden en dat juristen, bestuurders en kunstenaars voortbracht.

## Geschiedenis
De stamreeks begint met Derk Abbing die postuum vermeld wordt in 1652 te Vreden en voor 1 november 1642 overleed. Zijn zoon Lambert Abbing (†1703/1704) werd in 1653 burger van Zutphen en werd daar winkelier. Ds. Pieter Roscam Abbing (1803-1876) nam de naam Roscam Abbing aan en werd zo de stamvader van de tak met die naam. Die naam was ontleend aan de echtgenoot van zijn tante Wytsia Abbing (1757-1812) die in 1786 trouwde met prof. mr. Pieter Roscam (1734-1801).
De familie werd in 1921 opgenomen in het genealogische naslagwerk Nederland's Patriciaat en heropname volgde in 1992.

## Enkele telgen

### Tak Abbing
- Mr. Elbertus Abbing (1774-1845), burgemeester
- Frederik Hendrik Abbing (1901-1955), kunstschilder
- Jan Hendrik Abbing (1931), poppenspeler
- Johanna Dorothea Abbing (1944), kunstschilder

### Tak Roscam Abbing
- Prof. dr. Pieter Johan Roscam Abbing (1914-1996), hoogleraar theologie Rijksuniversiteit Groningen
- Mr. Pieter Roscam Abbing (1939), burgemeester en echtgenoot van Fransje Roscam Abbing-Bos (1932-2019), Eerste Kamerlid
- Prof. mr. Henriette Diderica Christina Roscam Abbing (1940), bijzonder hoogleraar gezondheidsrecht Rijksuniversiteit Utrecht
- Prof. drs. Ernst Willem Roscam Abbing (1945), hoogleraar sociale geneeskunde Katholieke Universiteit Nijmegen
- Marja Roscam Abbing (1946), journaliste en jeugdboekenschrijfster
- Prof. dr. Johannes Roscam Abbing (1946), kunstenaar en hoogleraar
- Michiel Roscam Abbing (1958), politicoloog, schrijver en Rembrandtkenner

Geslachten die opgenomen zijn in het sinds 1910 verschijnende genealogische naslagwerk Nederland's Patriciaat. Lijst volgens opgave van het CBG Centrum voor familiegeschiedenis.
A · B · C · D · E · F · G · H · I · J · K · L · M · N · O · P · Q · R · S · T · U · V · W · Y · Z